# Memphis mora
Espèce
Memphis mora est une espèce d'insectes lépidoptères (papillons) de la famille des Nymphalidae, de la sous-famille des Charaxinae et du genre Memphis.

## Dénomination
Memphis mora a été décrit par Herbert Druce en 1877 sous le nom initial de Paphia mora.

### Sous-espèce
- Memphis mora mora ; présent en Colombie.
- Memphis mora annetta (Comstock, 1961) ; présent en Équateur.
- Memphis mora montana (Röber, 1916) ; présent au Pérou.
- Memphis mora orthesia (Godman & Salvin, 1884) présent au Mexique, au Guatemala, à Panama[1].

### Nom vernaculaire
Memphis mora orthesia se nomme Orthesia Leafwing en anglais.

## Description
Memphis mora est un papillon d'une envergure d'environ 55 mm, aux ailes antérieures à bord costal bossu, apex angulaire, bord externe concave près de l'apex, angle interne en crochet et bord interne concave.
Le dessus est bleu marine foncé avec une partie basale  bleu métallisé.
Le revers est orangé à reflets métallisés et simule une feuille morte.

## Écologie et distribution
Memphis mora est présent au Mexique, au Guatemala, à Panama, en Colombie, au Pérou et en Équateur.

### Protection
Pas de statut de protection particulier.